# Monasterioguren
Monasterioguren es un concejo del municipio de Vitoria, en la provincia de Álava, País Vasco (España).

## Despoblados
Forma parte del concejo varias fracciones del despoblado de:
- Ullíbarri-Guchi (fracciones denominadas actualmente Ullibarrigutxi y Caserío de Ullibarrigutxi).[1]

Forma parte del concejo el despoblado de:
- Juan de la Miquela.[2]

## Geografía
Se sitúa al sureste de Vitoria, a una altura de unos 590 metros en una hondonada entre el arroyo de la Dehesa y el Txaparka, subafluente del río Arcaute. Está encuadrado en la Zona Rural Suroeste de Vitoria. 

### Localidades limítrofes
|                 | Norte: Mendiola y Gámiz          |                                |
| Oeste: Castillo |                                  | Este: Ullíbarri de los Olleros |
|                 | Sur: Ajarte (Condado de Treviño) |                                |

## Etimología
Gurena es una palabra arcaica del euskera que significa límite, linde por lo que su nombre es traducible como monasterio del linde. En documento de 1135 aparece recogido como Monasterium Gurena, como Monesterioguren en documento de 1294 y como Monasterio Guren en documento de 1724. No obstante, el topónimo Mostrun o Mostrum es muy habitual en la documentación antigua para referirse a esta localidad, hasta el punto de haber sido la más extendida.

## Historia
Aparece documentado ya en el siglo XII, en un documento de 1135 en el que el obispo de Nájera da en encomienda al arcediano, maestro Pedro, la casa de Armentia más las cuartas episcopales de veinte villas cercanas, entre las cuales se hallaba Monasterioguren. En 1294 fue uno de los pueblos de Álava que prometieron al rey Sancho IV de Castilla cien mil maravedíes para la ayuda del cerco de Tarifa. En 1800 estaba bajo la jurisdicción del obispado de Calahorra, y pertenecía a la vicaría de Vitoria y al arciprestazgo de Armentia.
A mediados del siglo XIX, cuando formaba parte del ayuntamiento de Elorriaga, tenía 52 habitantes. Aparece descrito en el undécimo tomo del Diccionario geográfico-estadístico-histórico de España y sus posesiones de Ultramar de Pascual Madoz de la siguiente manera:

MONASTERIOGUREN: l. del ayunt. de Elorriaga, en la prov. de Alava, par. jud. de Vitoria (1 leg.), aud. terr. de Burgos, c. g. de las Provincias Vascongadas, dióc. de Calahorra (16): sit. en llano, rodeado de alturas que le resguardan de los vientos. Tiene 13 casas, igl. parr. (San Pedro y San Pablo), servida por un beneficiado que tambien celebra segunda misa en el anejo Ullibarriguchi, y para surtido del vecindario hay 2 fuentes de aguas comunes y saludables. El térm. confina N. Mendiola; E. Otazu y Aberasturi; S. Castillo, y O. Gardelegui; hallándose en él algunos montes poblados: el barrio Ullibarriguchi y el caserío Aranguin. El terreno es de segunda, tercera y cuarta clase, y le atraviesan 2 arroyos. Los caminos son de pueblo á pueblo: el correo se recibe de Vitoria. prod.: trigo, cebada, maiz y otros granos, legumbres y hortalizas; cria de ganado vacuno, caballar, lanar y cabrio; caza de perdices, codornices y todas; pesca de barbos. ind.: ademas de la agricultura y ganadería, hay un molino harinero. pobl.: 9 vec., 52 alm. riqueza. y contr. con su ayunt. (V.)
(Madoz, 1848, p. 478)

Décadas después, ya en el siglo XX, se describe de la siguiente manera en el tomo de la Geografía general del País Vasco-Navarro dedicado a Álava y escrito por Vicente Vera y López:

Monasterioguren.—Aldea separada de Vitoria 4,900 metros, con 22 viviendas, 20 de dos pisos y 2 sin habitar; poblada por 104 almas de hecho y 102 de derecho; de las primeras son varones 52 y hembras el mismo número. Su parroquia, rural de segunda clase, está dedicada á San Pedro y pertenece al arciprestazgo de Armentia. Tiene una escuela pública incompleta. Confina, al N., con Mendiola; al S., con los montes de Terviño; al E., con Ullíbarri de los Olleros y Bolívar; y al O., con Gardélegui. Su término produce cereales, legumbres y hortalizas; cría algún ganado de varias clases. Sus vecinos disfrutan del aprovechamiento del monte comunal de Asteguieta, de 65 hectáreas de superficie, plantado de robles. Comunica con Vitoria por un camino que la une con la carretera de dicha ciudad á Treviño.
(Vera y López, 1915-1921, p. 356)

## Demografía
El concejo cuenta, en 2018, con una población de 47 habitantes según el padrón municipal de habitantes del Ayuntamiento de Vitoria.
| Gráfica de evolución demográfica de Monasterioguren entre 2000 y 2018                                    |
| |
| Población (2000-2017) según los censos de población del INE. Población según el padrón municipal de 2018 |

## Cultura

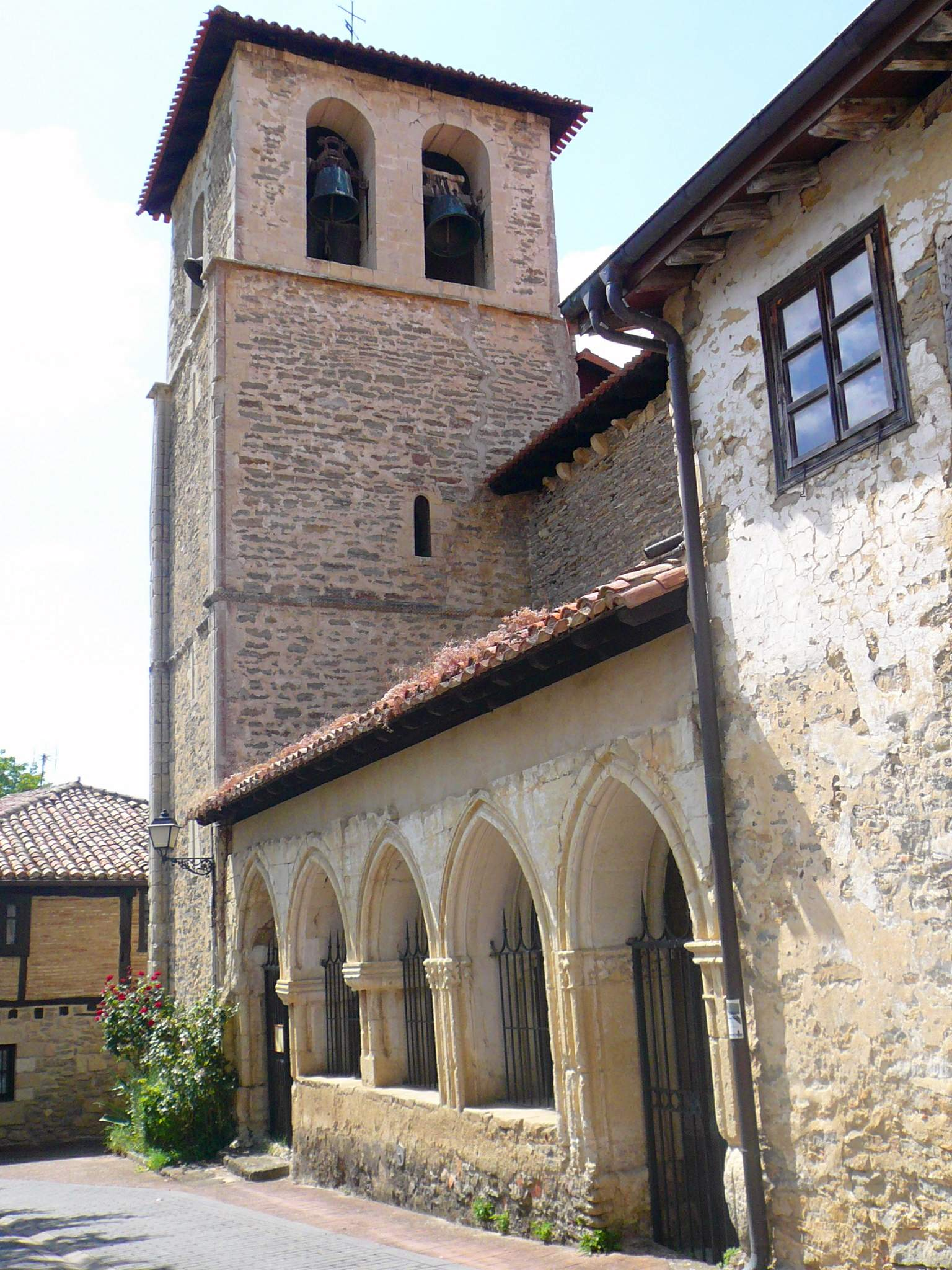
La iglesia de San Pedro Apóstol

### Patrimonio material
- Iglesia de San Pedro Apóstol. Posee un pórtico medieval con cinco arcos apuntados. Alberga una pila bautismal medieval, así como el retablo mayor del siglo XVIII y varios retablos laterales neoclásicos.[12]
- Molino. Está integrado en el caserío al sur del pueblo y fue restaurado en 1997. Aunque perdió parte de su sistema hidráulico tras cesar su actividad en 1972, se conserva el edificio de mampostería con cubierta a dos aguas, una sala de molienda diáfana con elementos como el rodete metálico, la tolva y el arcón de harina. Históricamente, el molino fue gestionado por una sociedad de 28 porcioneros desde su fundación a finales del siglo XVII, con ordenanzas documentadas que regulaban su uso y turnos de molienda.[13]
- El monte de Asteguieta es de aprovechamiento para sus habitantes que van allí a pasar tiempo de ocio. En las cercanías se encuentra el robledal de Mendizorroza cuya fauna puede considerarse una de las más ricas y variadas del entorno geográfico de la capital. Por eso es un lugar de gran afluencia de caminantes que acuden a pasear.

### Patrimonio inmaterial
Celebra sus fiestas patronales el 29 de junio por San Pedro.